# Alien: Romulus
Alien: Romulus è un film del 2024 co-scritto e diretto da Fede Álvarez.
Settimo capitolo del franchise di Alien, si tratta di un midquel ambientato cronologicamente tra Alien (1979) e Aliens - Scontro finale (1986).

## Trama
Anno 2142. Vent'anni dopo gli eventi del primo film, una sonda spaziale della Weyland-Yutani trova il relitto alla deriva della USCSS Nostromo e raccoglie, dallo spazio circostante, un bozzolo contenente lo Xenomorfo che ne ha sterminato l'equipaggio.
Alcuni mesi dopo sul pianeta LV-410, pesantemente inquinato da una coltre di smog che ne oscura il Sole e circondato da anelli simili a quelli di Saturno, vivono la giovane coltivatrice Rain Carradine e suo fratello adottivo Andy, un umano sintetico malfunzionante. Costretta da un contratto di lavoro minerario a non essere autorizzata ad allontanarsi dal pianeta, desidera fuggire su Yvaga, un pianeta indipendente con condizioni di vita migliori. La ragazza e il suo "fratello adottivo" accettano l'offerta di Kay Harrison, Tyler (fratello maggiore di Kay ed ex fidanzato di Rain), Bjorn (cugino di Kay e Tyler) e Navarro (sorella adottiva di Bjorn) di entrare nella doppia stazione spaziale di ricerca abbandonata "Renaissance" della Weyland-Yutani, in orbita attorno al pianeta, per recuperare delle capsule di stasi criogeniche, indispensabili per affrontare l'agognato viaggio astronomico su Yvaga. Elemento cardine della missione è Andy che, essendo un androide della Weyland-Yutani, può interagire con i sistemi informatici dell'astronave.
A bordo del trasportatore minerario Corbelan, il gruppo attracca nell'hangar della sezione Remus della gigantesca stazione dove Tyler, Bjorn e Andy, alla ricerca di carburante criogenico extra per le capsule di stasi, innescano un blocco automatico e rianimano inavvertitamente alcuni Facehugger congelati che li attaccano; mentre Kay, che non sta bene perché incinta, rimane a dormire sulla Corbelan, Rain e Navarro accorrono in loro soccorso e Rain installa in Andy il chip di un androide danneggiato della precedente spedizione, che acquisisce così pieno accesso alla stazione e ottiene un aggiornamento che ripara i suoi malfunzionamenti, ma al tempo stesso viene riprogrammato per servire la Weyland-Yutani.
Grazie all'aggiornamento, Andy aiuta il gruppo a fuggire, ma un Facehugger riesce ad attaccarsi al volto di Navarro, riducendola alla totale incapacità fisica. Ignari della creatura e in cerca di una soluzione, Rain riattiva l'androide danneggiato che, identificatosi come l'ufficiale scientifico Rook, racconta al gruppo che il personale della stazione è stato sterminato dallo Xenomorfo recuperato dal relitto della Nostromo, il quale, dopo esser stato eliminato dagli ultimi superstiti, ha causato la deriva della stazione corrodendo lo scafo col suo sangue acido; inoltre, Rook spiega che Navarro non può essere salvata e incita a ucciderla prima che sia troppo tardi. Nonostante Tyler riesca con uno stratagemma a rimuovere il Facehugger, Rook avverte che il parassita potrebbe aver impiantato un "seme" nel corpo di Navarro; Andy cerca di impedire a Bjorn di lasciare la stazione ma questi, ostile verso gli androidi perché in passato uno di essi causò la morte di sua madre, scappa con Navarro verso la Corbelan, abbandonando gli altri indietro.
Una volta a bordo della Corbelan però Navarro muore a causa dell'uscita del Chestburster che, una volta fatto un bozzolo e mutato in forma adulta, uccide Bjorn col suo sangue acido; di conseguenza, la Corbelan si schianta nell'hangar della sezione Romulus, destabilizzando l'orbita della Renaissance e riducendo a meno di un'ora il tempo che la stazione impiegherà per scontrarsi contro gli anelli di LV-410.
Evitando l'attacco di altri facehugger grazie a Andy, i superstiti si dirigono all'hangar della sezione Romulus ma, quando ormai solo una porta divide Rain, Tyler e Andy da Kay, l'androide si rifiuta di aprirla e salvarla perché ciò consentirebbe allo Xenomorfo nato da Navarro di attaccarli. Tyler e Rain sono così costretti ad assistere impotenti mentre Kay viene attaccata e trascinata via dallo Xenomorfo.
Seguendo le sue nuove direttive imposte dal chip dell'androide Rook, Andy va a recuperare dei campioni di Z-01, denominato fuoco di Prometeo, un fluido nero estratto dagli Xenomorfi che permetterebbe di sopravvivere in condizioni estreme e, dopo che Rook ha preso il controllo dei computer della Corbelan in modo che si diriga di nuovo sul pianeta, rivela a Tyler e Rain che potranno salvarsi solo se porteranno i campioni sulla navicella. Rain e Tyler quindi, armatisi di due fucili a impulsi F44AA, seguono Andy ma incappano nel nido degli Xenomorfi, dove trovano Kay ancora viva e non contaminata. Liberata Kay, il gruppo si rimette in marcia verso la Corbelan ma gli Xenomorfi uccidono Tyler e paralizzano Andy, così Rain e Kay scappano da sole coi campioni di Z-01.
Rain però cambia idea e, decisa a non lasciare più indietro nessuno, affida a Kay i campioni e torna a recuperare Andy. Mentre Kay, dopo essersi iniettata un campione di Z-01 per curare le sue ferite e salvare il suo bambino, riesce a raggiungere la Corbelan, Rain rimuove il chip di Rook da Andy e disattiva temporaneamente la gravità artificiale nell'hangar, riuscendo così ad abbattere gli Xenomorfi e i facehugger senza distruggere lo scafo della stazione e, infine, a salire con Andy sulla Corbelan pochi secondi prima che la Renaissance si schianti contro gli anelli di LV-410 e venga distrutta insieme a Rook e agli alieni rimasti.
I superstiti si preparano ad entrare in stasi per il viaggio verso Yvaga quando Kay, a causa dell'iniezione di Z-01, partorisce un uovo, che si schiude liberando un ibrido mutante umano-Xenomorfo-Ingegnere; dopo che il mutante ha ucciso la ragazza e danneggiato gravemente Andy, Rain riesce a espellerlo dalla Corbelan, per poi riprendere il controllo della nave appena prima che si schianti sugli anelli di LV-410. Infine, Rain mette Andy in una delle capsule criogeniche e, in un ultimo rapporto registrato prima di entrare lei stessa in stasi, riflette sull'incertezza del loro arrivo a Yvaga, ma rimane fiduciosa della riuscita del viaggio.

## Produzione

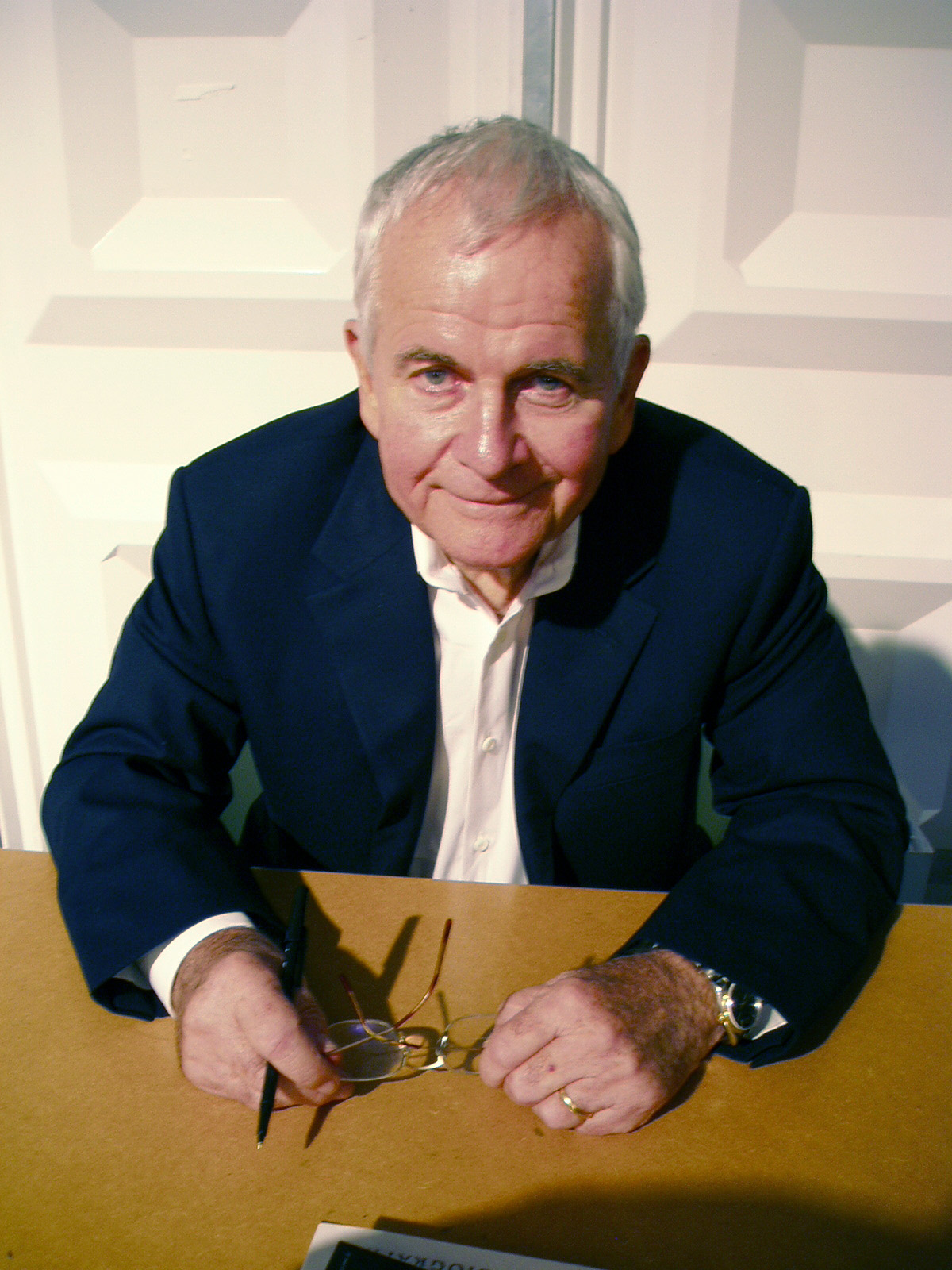
La decisione di utilizzare l'immagine del defunto attore britannico Ian Holm per il personaggio dell'androide Rook è stata ampiamente criticata

Nel 2019 è stato annunciato al CinemaCon che dopo l'acquisizione della 21st Century Fox da parte della Walt Disney Company, nuovi film di Alien erano in cantiere. Nel marzo 2022 è stato annunciato che Fede Álvarez avrebbe scritto e diretto un "interquel" senza legami con la serie originale o quella prequel.
La riprese si sono svolte a Budapest tra il 9 marzo e il 3 luglio 2023.
Il personaggio di Rook, un ufficiale scientifico androide doppiato in originale da Daniel Betts, è stato ricreato digitalmente basandosi sulle sembianze dell'attore britannico Ian Holm (deceduto il 19 giugno 2020), che ha interpretato Ash nel primo film della serie originale.

## Colonna sonora
La colonna sonora del film è stata composta da Benjamin Wallfisch, il che rende Alien: Romulus il primo film di Álvarez senza una partitura di Roque Baños.

## Promozione
Il primo teaser trailer del film è stato diffuso il 21 marzo 2024.

## Distribuzione
Il film è stato distribuito nelle sale italiane il 14 agosto 2024, due giorni prima che nelle sale statunitensi.
Per l’Home Video è stato pubblicato a fine dello stesso anno in Blu Ray 4k , Blu Ray , DVD e per il mercato americano in edizione limitata anche in VHS risultando ad oggi l’ultima pubblicazione ufficiale e originale in questo formato .

## Accoglienza

### Incassi
Il film ha incassato 18 milioni di dollari nella giornata di debutto nelle sale nordamericane. L'incasso complessivo è stato di 105313091 $ in Nordamerica e 245552251 $ nel resto del mondo, per un totale di 350865342 $, di cui 2947685 € in Italia, con 374070 presenze.

### Critica
Su Rotten Tomatoes 405 critici esprimono un gradimento dell'80%, con un voto medio di 6.9 su 10; su Metacritic il voto medio di 57 critici è 64 su 100.
Nella sua recensione al film su Sentieri Selvaggi, Alessio Baronci scrive che Alien: Romulus è «un omaggio alla saga di Alien e al suo linguaggio, di carne e sangue, pulsante, vivo, appassionato».
Su Nerdando, Stefano Scutti recensisce Alien: Romulus definendolo come «un vero ritorno alle origini».

## Edizione italiana
L'edizione italiana del film è stata curata dalla Disney Character Voices International con la supervisione di Lavinia Fenu. La direzione del doppiaggio e i dialoghi sono curati da Carlo Cosolo, assistito da Flaminia Fassari, per conto della Dubbing Brothers Int. Italia che si è occupata anche della sonorizzazione.